# Enrique Muiño
Pour les articles homonymes, voir Muino.
Enrique Muiño, né le 5 juillet 1881 à A Laracha en Espagne et mort le 24 mai 1956 à Buenos Aires, est un acteur espagnol et argentin dont la carrière au cinéma s'étend entre 1913 et 1956.

## Biographie
Il a  émigré avec ses parents en Argentine alors qu'il était enfant. Il fait ses débuts au théâtre en 1898, et forme avec Elías Alippi une compagnie théâtrale qui a eu beaucoup de succès en Argentine et en Espagne. Au cinéma, il débuta dans le film Juan Moreira (1913) avant de travailler régulièrement dans ce domaine à partir de 1937. En 1941, il reçoit un Diplôme d'Honneur lors des prix Cóndor Académico (décerné par l'Académie des arts et des sciences cinématographiques d'Argentine) comme meilleur acteur dans le film El cura gaucho.

## Filmographie
- 1939 : El Viejo doctor
- 1941 : El Cura gaucho
- 1942 : La Guerre des gauchos
- 1944 : Su mejor alumno
- 1945 : Savage Pampas
- 1946 : Donde mueren las palabras
- 1949 : From Man to Man

## Galerie

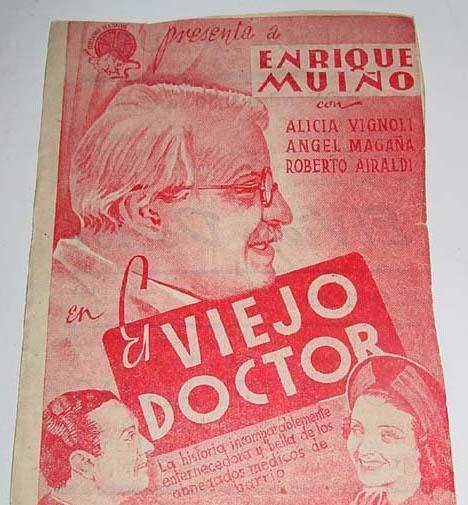
Enrique Muiño à l'affiche de El Viejo doctor (1939)
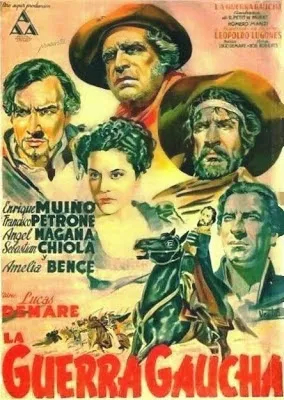
Enrique Muiño à l'affiche de La Guerre des gauchos (1942)
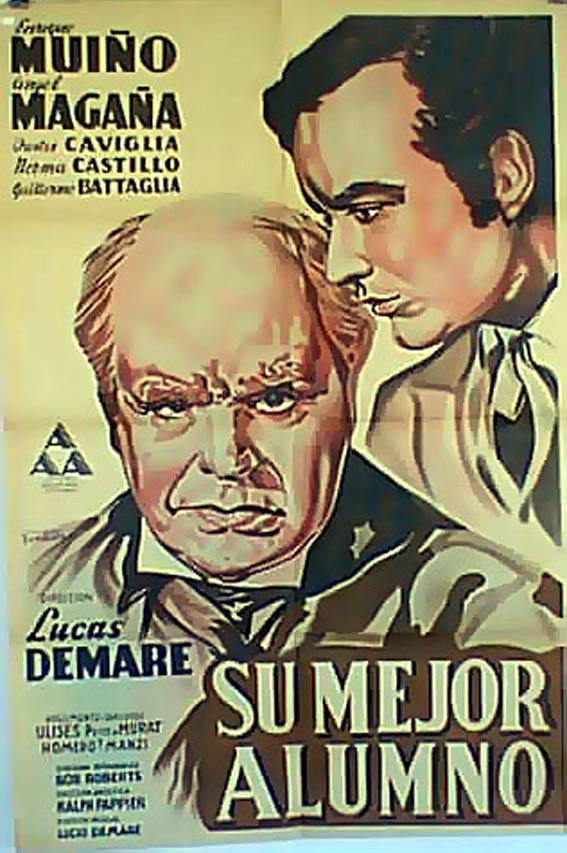
Enrique Muiño à l'affiche de Su mejor alumno (1944)